# Султанис, Яннакис
Иоаннис Султанис (греч. Ιωάννης Σουλτάνης; чаще упоминается как Яннакис Султанис (греч. Γιαννάκης Σουλτάνης; дата рождения неизвестна, Монастираки, Этолия и Акарнания — 12 ноября 1826, Домврена Беотия) — известный греческий военачальник, участник Освободительной войны Греции 1821—1829 годов.

## Биография
Яннакис Султанис родился на западе Средней Греции, в селе Монастираки Этолии и Акарнании, недалеко от городка Воница.
Точная дата его рождения неизвестна, как неизвестны и имя-фамилия его отца.
Собственно Султанис является производной от редкого (арабского) имени его матери, у которой было трое сыновей – Анастасис – Анагностис (пал в бою в 1823 году при Этолико), Георгиос, который также принял участие в Освободительной войне и уже в Греческом королевстве дослужился до звания генерал-майора, и младший Иоаннис, за которым закрепилось уменьшительное Яннакис.
Сам Я. Султанис подписывался «Яннакис Султанис Монастиракиот» («Γιαννάκης Σουλτάνης Μοναστηρακιώτης»).

## Освободительная война
Все трое братьев, с началом Освободительной войны в марте 1821 года, вступили в отряд местного арматола Георгия Цонгаса и уже в июне-июле, в Первом сражении при Монастираки, упоминаются как военачальники под генеральным командованием Цонгаса.
В период 1825 – 1826 годов и во главе полсотни своих бойцов, Яннакис Султанис принимал участие в обороне Месолонгиона. Будучи отмеченным историографией за мужество проявленное при прорыве осаждённых 10 апреля 1826 года:Г-295, был в числе половины (из трёх тысяч) выживших из прорыва бойцов и жителей.
Впоследствии сформировал свой собственный отряд из земляков акарнанийцев и в качестве военачальника принимал участие в военных советах в временной столице восставшей Греции, Нафплионе.

## Участие в Румелийском походе Г. Караискакиса – смерть Султаниса
19 июля 1826 года Георгиос Караискакис, вышел из Нафплиона в поход, с целью повторного освобождения Средней Греции. Под его знамёна встали многие военачальники и бо́льшая часть бойцов выживших из прорыва Месолонгиона.
2 сентября к нему присоединились 600 румелиотов (бойцов из Средней Греции) под командованием Христодулоса Хадзипетроса и «героя Яннакиса Султаниса», как упоминает его историк Димитрис Фотиадис:Г-284:Г-289.
Как часто случалось в ходе Освободительной войны и при отсутствии иерархии и дисциплины у восставших, встал вопрос будет ли Караискакис единственным командующим похода. Военачальники сулиоты инициировали сбор подписей в пользу триумвирата. Историография отмечает, что когда эту бумагу принесли на подпись Султанису, он порвал её со словами «вот моя подпись». Караискакис остался единственным командующим походом:Г-294.
25 октября, оставив в Элевсине тысячу Васоса Мавровуниотиса, Караискакис выступил в свой триумфальный зимний поход с 2, 500 бойцов.
Судьба Средней Греции, как пишет Д. Фотиадис, зависела от исхода похода двух с половиной тысяч повстанцев, которые несли своего тяжело больного туберкулёзом командующего на носилках:Г-295.
27 октября колонна повстанцев подошла к городку Домврена, в котором засели и подготовили оборону значительные силы турок:Г-295.
28 октября Караискакису доложили, что на помощь оборонявшимхся турок идёт турецкая кавалерия из Фив. Забыв о своей болезни и оставив свои носилки, Караискакис вскочил на коня и вместе с Никитарасом, Султанисом, Димитриосом Каллергисом, Панурьясом, и немногими греческими всадниками бросился против турецкой кавалерии.
Караискакис собствнноручно зарубил скакавшего впереди всех турецкого кавалериста. Турецкие кавалеристы рассеялись:319.
11 ноября в лагерь Караискакиса прибыл Хадзимихалис, с его небольшим кавалерийским отрядом.
На следующий день и с целью ошеломить господствующую на равнине турецкую кавалерию неожиданным появлением греческой кавалерии, Караискакис повёл конный отряд Хадзимихалиса и 400 пеших бойцов навстречу турецкой кавалерии.
С появлением турецких кавалеристов, Караискакис дал команду своим пехотинцам отступить и создать видимость бегства, в то время как всадники Хадзимихалиса спрятались в засаде в зарослях.
Султанис был непосвящён в планы командующего и видя бегство пехотинцев вскочил на “первого попавшегся и куцого” коня, чтобы разузнать что происходит. Он был окружён дюжиной турецких кавалеристов, которые кричали ему сдавайся, получил четыре сабельных ранений, но продолжал биться:323.
. Видя как турки «тесают» Султаниса, командующий с всего лишь шестью греческих кавалеристов бросился на выручку. 
Султанис ещё сидел в своём седле, но был уже мёртв.
Хотя Султанис был единственным повстанцем убитым в этой переделке, его смерть вызвала печаль во всём греческом лагере.
Он был похоронен на кладбище в Какоси.
В своём письме капитанам острова Псара, Караискакис писал о смерти Султаниса: « вечная память этому герою и когда бы он стал примером для всех греков»:Г-295.

## Память
В честь Яннакиса Султаниса, его именем названа улица греческой столицы.
Его портрет, работы художника Темистоклиса Дракоса (1830-1905), вывешен в Историческом музее Афин наряду с портретами других видных военачальников Освободительной войны.